# ШВЛ з відкритим вихідним кодом

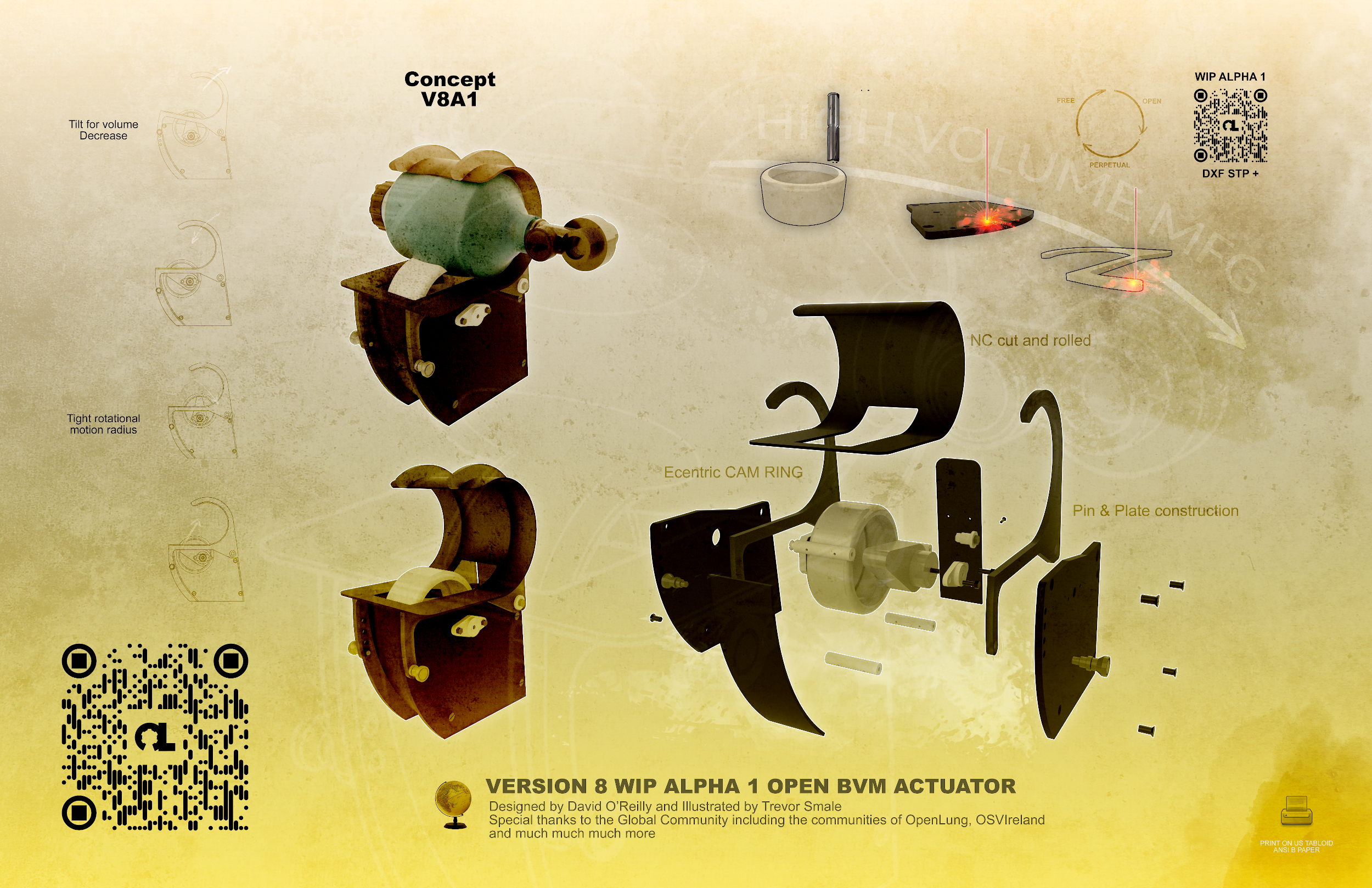
У проекті OpenLung компанії Open-Source Ventilator, відкритому проекті механічної вентиляції легень з низьким рівнем витрат і швидким розгортанням, як основний компонент використовується маска з мішковим клапаном (BVM або Ambu-bag).

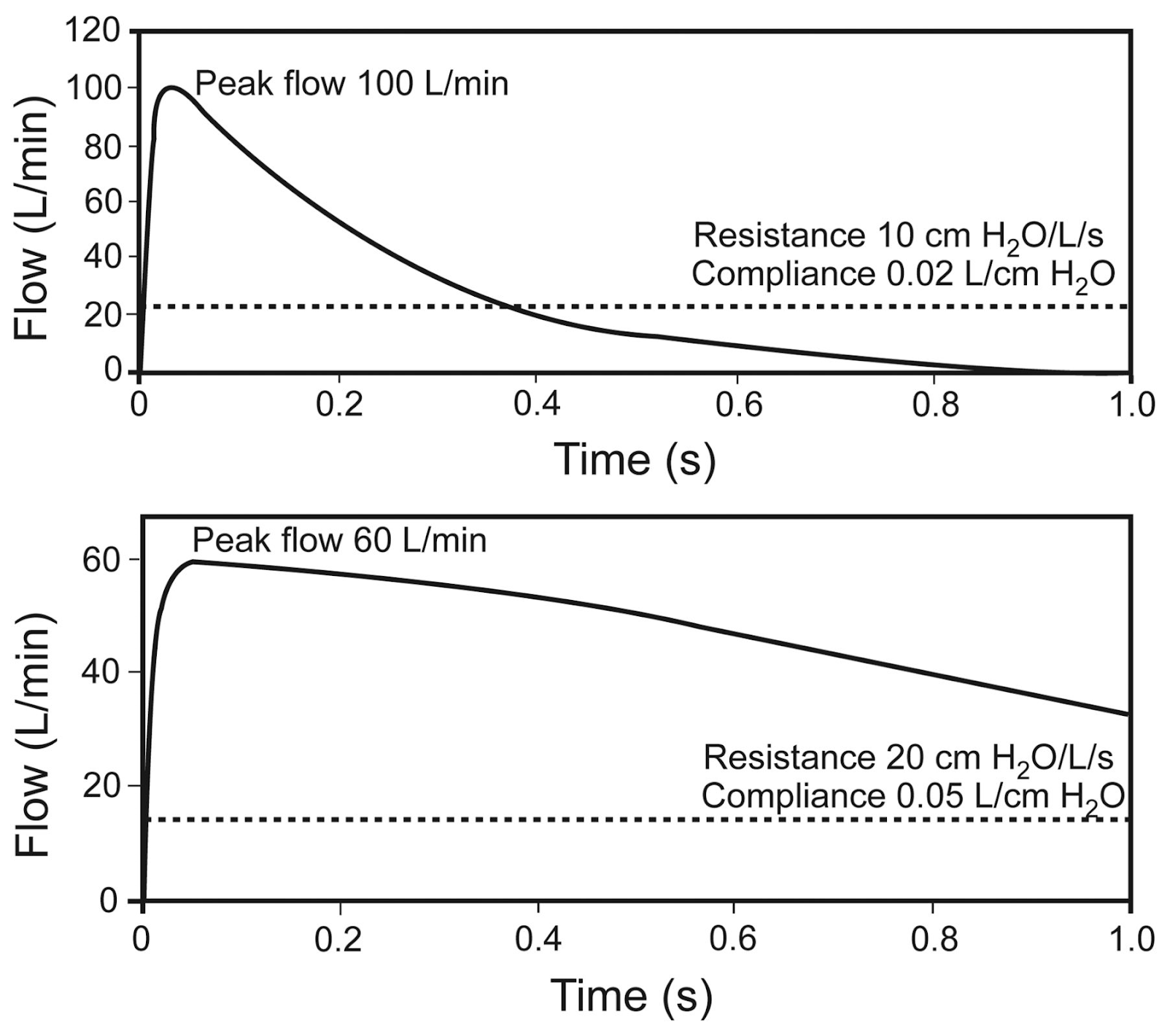
Механіка апарату ШВЛ OpenLung

Апарат ШВЛ з відкритим вихідним кодом - це апарат ШВЛ, виготовлений з використанням вільно ліцензованого (з відкритим вихідним кодом) дизайну, а в ідеалі - з вільно доступних компонентів і деталей (апаратне забезпечення з відкритим вихідним кодом). Конструкції, компоненти та деталі можуть бути як повністю переробленими, так і повністю новими, компоненти можуть бути адаптацією різних недорогих існуючих продуктів, а спеціальні важкодоступні та/або дорогі деталі можуть бути надруковані на 3D-принтері, а не придбані. Станом на початок 2020 року рівень документації та тестування апаратів ШВЛ з відкритим вихідним кодом був значно нижчим за наукові та медичні стандарти.
Одним з невеликих, ранніх прототипів був "Пандемічний вентилятор", створений у 2008 році під час відродження пташиного грипу H5N1, що почався у 2003 році, названий так "тому що він призначений для використання в якості апарату ШВЛ останньої інстанції під час можливої пандемії пташиного грипу".

## Оцінка якості
Політика використання як вільного та відкритого програмного забезпечення (ВПЗ), так і апаратного забезпечення з відкритим кодом теоретично дозволяє здійснювати рецензування та виправлення помилок і недоліків у апаратах ШВЛ з відкритим кодом, що є недоступним при розробці апаратного забезпечення з закритим кодом. На початку 2020 року під час пандемії COVID-19 в огляді апаратів ШВЛ з відкритим вихідним кодом зазначалося, що "протестовані та рецензовані системи не мали повної документації, а відкриті системи, які були задокументовані, перебували або на дуже ранніх стадіях проектування ... і по суті були лише базово протестовані ..." Автор припустив, що пандемія мотивуватиме розробку, яка значно покращить апарати ШВЛ з відкритим вихідним кодом, і що для досягнення апаратами ШВЛ з відкритим вихідним кодом стандартів медичного класу знадобиться багато роботи, політики, нормативних актів та фінансування.

## Вимоги до дизайну
Див. також: Вентилятор-асоційоване пошкодження легень
Для безпечного використання інвазивного апарату ШВЛ у пацієнта необхідний ряд характеристик:
спосіб вимірювання та контролю об'єму, що нагнітається, та частоти дихання, щоб уникнути волютравми;
моніторинг тиску на вдиху, частоти дихання (уд/хв) та співвідношення часу вдиху до видиху (I/E)
для пацієнтів, які не сидять, режим "допомоги", який замість примусової подачі повітря з фіксованою частотою підвищує тиск лише тоді, коли пацієнт вдихає;
при ГРДС - підтримка встановлення позитивного тиску в кінці видиху (PEEP) для уникнення колапсу альвеол;
зволоження для уникнення висихання та охолодження альвеол.
Вимоги до неінвазивної вентиляції є менш суворими.

## Пандемія COVID-19
Проєкт OpenVentilator.io Ініціативи FOSS розпочався 19 березня, після двох тижнів досліджень. Джереміас Алмадас розмістив кілька своїх чернеток на форумі Open Source COVID-19 Medical Supplies. Маркос Мендес зв'язався з ним, щоб об'єднати зусилля для розробки рішення, яке можна було б відтворити в дуже великих масштабах. Пізніше цей проект став "Спартанською моделлю OpenVentilator".
З пандемією COVID-19 щойно виник новий виклик, це вже не було виробництво апаратів ШВЛ, адже вони виробляються з біблійних часів, в тому числі з 1960-х років, такі моделі, як Bird MK VII, вже були об'єднані із завидною інженерією, яка є дуже простою.
Тепер завдання полягало в тому, щоб розробити виріб, який вирішує проблему в глобальному масштабі. Виготовлений у дуже великих масштабах і з деталей, які можна знайти в маленьких містечках і селах. Саме такі передумови взяли на себе деякі проекти на кшталт OpenVentilator.io.
18 березня компанія Medtronics відкрила свій код та файли для виробництва свого основного обладнання для штучної вентиляції легенів. Йшлося про масштаби, які Medtronics не зможе виконати ні на глобальному рівні, ні на регіональному. Те ж саме вже відбувалося з компаніями Philips та G&E і Draguer, світовими лідерами у виробництві цього виду обладнання. Винаходити заново те, що вже 100 років вивчається, не було сенсу. Проблема також не інженерна, а логістична і проблема масштабу, щоб ці проекти, які мали з'явитися, були застосовними і досяжними. Виробництво повинно бути децентралізованим, орієнтованим на регіональні ресурси кожної окремої людини на планеті Земля. Дев'ять з десяти бразильських міст не мають навіть ліжка в реанімації, не кажучи вже про магазин електроніки чи фабрику "Амбу". Ситуація в Африці вже оголошена катастрофою. 
У цій сфері починає з'являтися кілька проектів, багато з них з інженерним підходом, багато інших - після суворого узгодження з нормативними документами.
Існує небагато проектів, які мають [аналіз комплексного мислення] в умовах глобальної економічно-політичної стагнації. 
Масштабні світові зусилля з проектування розпочалися під час пандемії COVID-19 після запуску проєкту Hackaday з метою реагування на очікуваний дефіцит апаратів ШВЛ, що спричиняє підвищену смертність серед важких пацієнтів. Цей проект спрямований на створення пристрою для постійного позитивного тиску в дихальних шляхах.]
19 березня команда інженерів-програмістів у Франції розпочала проект з розробки вентилятора з відкритим вихідним кодом MakAir, використовуючи 3D-друк для швидкої ітерації прототипу, з метою дозволити відомому виробнику виробляти остаточний варіант вентилятора вартістю близько 2000 євро. Команда створила робочий прототип за один місяць, наприкінці якого було проведено успішне 12-годинне випробування вентиляції на свині. Проект отримав офіційну підтримку від інвестиційного підрозділу французької армії, Агентства інновацій та оборони Генерального директорату озброєнь, яке виділило 426 000 євро на фінансування клінічних випробувань. Groupe SEB погодилася виробляти апарат ШВЛ MakAir на своїх потужностях у Верноні, Франція. Станом на грудень 2020 року проєкт апарату ШВЛ MakAir все ще активний як з інженерного боку, з повною підтримкою режимів вентиляції з регулюванням тиску та об'єму, так і з медичного боку, де тривають клінічні випробування в CHU Nantes на пацієнтах-людях.
20 березня 2020 року Ірландська служба охорони здоров'я розпочала розгляд проектів. Прототип розробляється і тестується в Колумбії.
Центр медичного обладнання Університету Міннесоти Bakken ініціював співпрацю з різними компаніями, щоб вивести на ринок альтернативу апарату ШВЛ, який працює як однорукий робот і замінює необхідність ручної вентиляції в екстрених ситуаціях. Апарат Coventor був розроблений в дуже короткі терміни і схвалений 15 квітня 2020 року FDA, всього через 30 днів після зачаття. Апарат ШВЛ призначений для використання підготовленими медичними працівниками у відділеннях інтенсивної терапії та простий в експлуатації. Він має компактну конструкцію і є відносно недорогим у виробництві та розповсюдженні. Вартість складає лише близько 4% від вартості звичайного апарату ШВЛ. Крім того, цей апарат не потребує подачі кисню або повітря під тиском, як це зазвичай буває. Першу серію виготовила компанія Boston Scientific. Планується, що він буде у вільному доступі в Інтернеті для широкої громадськості без сплати роялті.
Польська компанія Urbicum повідомляє про успішне тестування прототипу пристрою з відкритим вихідним кодом під назвою VentilAid, надрукованого на 3D-принтері. Виробники описують його як пристрій останньої інстанції, коли відсутнє професійне обладнання. Конструкція знаходиться у відкритому доступі. Для роботи першого прототипу Ventilaid потрібне стиснене повітря.
21 березня 2020 року Інститут складних систем Нової Англії (NECSI) почав вести стратегічний список проектів з відкритим вихідним кодом, над якими ведеться робота. Проект NECSI враховує виробничі можливості, медичну безпеку та необхідність лікування пацієнтів у різних умовах, швидкість вирішення юридичних та політичних питань, логістику та постачання. В NECSI працюють вчені з Гарварду, Массачусетського технологічного інституту та інші, які мають розуміння пандемій, медицини, систем, ризиків та збору даних.
Массачусетський технологічний інститут розпочав екстрений проект з розробки недорогого апарату штучної вентиляції легенів, який використовує маску з мішковим клапаном в якості основного компонента. Інші групи і компанії, такі як Monolithic Power Systems, також розробили проекти, засновані на цій концепції.
Проект Oxysphere розробляє відкриті креслення вентиляційного капюшона надлишкового тиску.
23 квітня 2020 року NASA повідомило про створення за 37 днів успішного апарату ШВЛ для лікування COVID-19 (названого VITAL ("Ventilator Intervention Technology Accessible Locally"), який наразі проходить подальші випробування. НАСА прагне отримати прискорене схвалення нового апарату ШВЛ від Управління з контролю за продуктами і ліками США.
29 травня 2020 року NASA оприлюднило "Вісім американських виробників, обраних для виготовлення апарату штучної вентиляції легенів NASA для лікування COVID-19".
Американськими компаніями, які були відібрані для отримання ліцензій, є:
- Vacumed, підрозділ Vacumetrics, Inc. у Вентурі, штат Каліфорнія
- Stark Industries, LLC в Колумбусі, штат Огайо
- MVent, LLC, підрозділ Minnetronix Medical, в Сент-Полі, штат Міннесота
- iButtonLink, LLC у м. Вайтвотер, штат Вісконсин
- Evo Design, LLC в Уотертауні, штат Коннектикут
- DesignPlex Biomedical, LLC у м. Форт-Ворт, штат Техас
- ATRON Group LLC в Далласі
- Pro-Dex, Inc. в Ірвіні, Каліфорнія
- Ізраїльські інженери створили апарат штучної вентиляції легенів з відкритим вихідним кодом

## Заходи з ліквідації наслідків стихійних лих
24 березня 2020 року Міністр охорони здоров'я та соціальних служб США (HHS) ввів в дію "Дозволи на використання в надзвичайних ситуаціях" (Emergency Use Authorizations), які дозволяють використовувати додаткові пристрої, в тому числі: "Апарати ШВЛ, дихальні апарати з позитивним тиском, модифіковані для використання в якості апаратів ШВЛ (разом іменовані як "апарати ШВЛ"), з'єднувачі трубок для апаратів ШВЛ та аксесуари для апаратів ШВЛ". Це було зроблено відповідно до її декларації від 4 лютого щодо медичних заходів протидії коронавірусній хворобі 2019 року, а обладнання підпадає під дію "критеріїв безпеки, продуктивності та маркування" FDA.